# Kurtzina beta
Kurtzina beta é uma espécie de gastrópode do gênero Kurtziella, uma lesma marinha pertencente à família Mangeliidae.

## Descrição
A concha é pequena, atingindo 5 mm de altura. Sua coloração é amarelada, com um canal sifonal curto e pálido. A protoconcha é lisa, com 2 revoluções e 3 ½ revoluções subsequentes.